# ブライラ県
| 紋章 ブライラ県の位置 |                      |
| 地域                  | 南東地域             |
| 歴史的な地域          | ムンテニア           |
| 県都                  | ブライラ             |
| 面積                  | 4766km²              |
| 人口                  | 37万3174人（2002年） |
| 人口密度              | 78人/km²             |
| ISO 3166-2            | RO-BR                |

ブライラ県 （ブライラけん、ルーマニア語: Judeţul Brăila [brə.'i.la]）は、ルーマニア・ムンテニア地方の県。県都はブライラ。東部はトゥルチャ県、西部はブザウ県、北部はガラツィ県、ヴランチャ県、南部はヤロミツァ県、コンスタンツァ県と接する。

## 統計
2002年の調査では、人口は37万3174人、人口密度は78/平方キロメートルである。
民族構成は:
- ルーマニア人 - 98％[1]
- ロマ人、ロシア人、リポヴァン人、アルーマニア人など。

| 年   | 県人口   |
| ---- | -------- |
| 1948 | 27万1251 |
| 1956 | 29万7276 |
| 1966 | 33万9954 |
| 1977 | 37万7954 |
| 1992 | 39万2031 |
| 2002 | 37万3174 |

## 地理
ブライラ県の面積は4766平方キロメートルである。県全体が平坦な土地である。バラガン平野 (Bărăgan) は国内の穀物生産が上位に入る地域である。東部はドナウ川が流れ、マチン水路 (Măcin)、クレメネア水路、ヴルチウ水路 (Vâlciu) に囲まれた大ブライラ島がある。北部にはシレト川があり、北西部はブザウ川が流れる。

## 経済
農業が県の産業の主要部分である。工業はブライラ市に全体的に集中している。県の産業は以下のとおりである。
- 食品製造
- 織物産業
- 機械部品製造

ブライラ市には、かつてルーマニアで最大の穀物港だったブライラ港がある。

## 観光
- ブライラ

## 行政区画
県は1つの都市、3つの町、40の小自治体からなる。

### 主な都市
- ブライラ
- ファウレイ
- ヤンカ

## 参照
1. ↑  National Institute of Statistics, "Populaţia după etnie" Archived 2009年8月16日, at the Wayback Machine.
2. ↑  National Institute of Statistics, "Populaţia la recensămintele din anii 1948, 1956, 1966, 1977, 1992 şi 2002"